# Merci, Chérie
A Merci, Chérie (magyarul: Köszönöm, drágám) című dal volt az 1966-os Eurovíziós Dalfesztivál győztes dala, melyet az osztrák Udo Jürgens adott elő német nyelven. Az énekes korábban 1964-ben és 1965-ben is részt vett a versenyen.

## Az Eurovíziós Dalfesztivál
A dalt nemzeti döntő nélkül választották ki, Jürgenst az osztrák tévé kérte fel a feladatra. A dal egy ballada, melyben az énekes volt szerelmének mond köszönetet a régi szép emlékekért.
A március 5-én rendezett döntőben a fellépési sorrendben kilencedikként adták elő, a portugál Madalena Iglesias Ele E Ela című dala után, és a svéd Lill Lindfors és Svante Thuresson Nygammal Vals című dala előtt. A szavazás során harmincegy pontot szerzett, mely az első helyet érte a tizennyolc fős mezőnyben. Ez volt Ausztria első, és egészen 2014-ig egyetlen győzelme.
A következő osztrák induló Peter Horten Warum es hunderttausend Sterne gibt című dala volt az 1967-es Eurovíziós Dalfesztiválon.
A következő győztes a brit Sandie Shaw Puppet on a String című dala volt.

### Kapott pontok
| GER                                          | DEN | BEL | LUX | YUG | NOR | FIN | POR | AUT | SWE | ESP | SUI | MON | ITA | FRA | NED | IRE | GBR |   |
| Kapott pontok                                | 0   | 0   | 5   | 5   | 5   | 0   | 0   | 1   |     | 0   | 1   | 3   | 5   | 3   | 3   | 0   | 0   | 0 |
| A tábla a fellépés sorrendjében van rendezve |     |     |     |     |     |     |     |     |     |     |     |     |     |     |     |     |     |   |

## Slágerlistás helyezések
| Slágerlisták (1966) | Lh.* |
| ------------------- | ---- |
| Argentína           | 6    |
| Ausztria            | 2    |
| Belgium             | 8    |
| Franciaország       | 9    |
| Hollandia           | 19   |
| Németország         | 4    |

*Lh. = Legjobb helyezés.